# Ocilla
Ocilla es una localidad de Estados Unidos. Está ubicada en el condado de Irwin, en el estado de Georgia. 
En 2000 tenía una población de 3.270 habitantes.

## Geografía
Ocilla se encuentra ubicada en las coordenadas 31°35′55″N 83°15′0″O / 31.59861, -83.25000 (31.598611, -83.249932).
Según la Oficina del Censo, la localidad tiene un área total de 6,7 km² (2,6 mi²), de la cual 6,7 km² (2,6 mi²) es tierra y 0 km² (0 mi²) (0.00%) es agua.

## Demografía
Según la Oficina del Censo en 2000 los ingresos medios por hogar en la localidad eran de $22,332, y los ingresos medios por familia eran $27,411. Los hombres tenían unos ingresos medios de $26,711 frente a los $18,594 para las mujeres. La renta per cápita para la localidad era de $10,573. 